# 공민학교
공민학교는 대한민국에서 정규 초등교육을 이수하지 못한 자에게 초등교육을 제공하던 기관을 말한다. 수업연한은 3년으로 하며, 교과목의 구성은 초등학교에 준한다.
국민의무교육, 초등학교가 보편화되면서 그 수가 줄어들기 시작해 현재는 운영되는 공민학교가 없으며, 2012년에 폐교된 '서울YWCA기청공민학교'가 가장 최근까지 운영되던 공민학교였다.

## 같이 보기
- 고등공민학교
- 고등기술학교
- 대한민국의 초등학교
- 대한민국의 중학교
- 대한민국의 고등학교